# فردودگاه تکبانده ملیتون البانز دومینگوز
فردودگاه تکبانده ملیتون البانز دومینگوز (به انگلیسی: Melitón Albáñez Domínguez Airstrip) یک فرودگاه همگانی است که یک باند فرود خاک دارد و طول باند آن ۱۲۶۲ متر است. این فرودگاه در کشور مکزیک قرار دارد و در ارتفاع ۲۶ متری از سطح دریا واقع شده‌است.